# لحن هيدويغ
لحن هيدويغ (بالإنجليزية: Hedwig's Theme)‏ هو قطعة أوركسترالية ألفها جون ويليامز. تُعد المقطوعة الرئيسية لسلسلة أفلام هاري بوتر. تظهر المقطوعة لأول مرة في شارة البداية لفيلم "هاري بوتر وحجر الفيلسوف"، وهي نُسخة مُختصرة من المقطوعة الكاملة التي تمتدُ لخمس دقائق، ولا تعرض بالكامل إلا في شارة النهاية. سميت المقطوعة نسبة إلى بومة هاري بوتر الأليفة، هيدويغ.
طوّر جون المقطوعة لاستخدامها في فيلمي "هاري بوتر وحجرة الأسرار" و"هاري بوتر وسجين أزكابان"، ثم طوّرها كل من باتريك دويل، ونيكولاس هووبر، وألكسندر ديسبلا للأفلام الخمسة المُتبقية من سلسلة هاري بوتر. كما ظهرت المقطوعة أيضًا في أفلام "الوحوش المذهلة [الإنجليزية]" المُشتقة، بالإضافة إلى عدة ألعاب فيديو وفي عالم هاري بوتر الترفيهي [الإنجليزية]. اكتسبت المقطوعة مكانة مُميزة، وتُعتبر على نطاق واسع أحد أعظم أيقونيّات المقطوعات السينمائية على مر العصور.

## الخلفية
رغب كريس كولومبوس وشركة وارنر برذرز في تحديد الملحن الأنسب لتأليف موسيقى الفيلم، وذلك من خلال إسناد مهمة تأليف لحن لفيلم ترويجي قصير إلى عدد من المؤلفين الموسيقيين. فقام جون ويليامز بتأليف المسودة الأولى للحن هيدويغ لهذا الفيلم الترويجي، وقدمه إلى كولومبوس على آلة البيانو.
قال كريس كولومبوس في مقابلة له عام 2021 (اقتباس مُترجم):

## التأليف الموسيقي
المقطوعة بالكامل تتبع الشكل الموسيقي الثلاثي [الإنجليزية]. القسم الأول هو الأكثر تميزًا ويُبنى حول لحن هيدويغ الذي يستخدمه جون ويليامز في التحفيز الموسيقي [الإنجليزية] لتمثيل عالم السحر. القسم الثاني مبني حول لحن "نيمبوس" السريع، الذي يستخدمه جون كتحفيز موسيقي لتمثيل مكنسة هاري السحرية "النيمبوس 2000"، ولتمثيل المقالب والمغامرات السريعة بشكل عام. القسم الثالث يُعيد جزءًا من لحن هيدويغ بطريقة أكثر كثافة مما كان عليه في البداية، ثم ينتقل إلى نهاية المقطوعة التي تستخدم بشكل أساسي مواد موسيقية لم تُقدّم سابقًا.
المقاطع الافتتاحية للمقطوعة مع عزف السَّلَسْتة للحن الرئيسي: